# 알프레도 생장
알프레도 오스카르 생장(Alfredo Oscar Saint-Jean, 1926년 11월 11일 ~ 1987년 9월 2일)은 아르헨티나의 육군 장성이자, 아르헨티나 군사정부의 제47대 대통령이다.

## 같이 보기
- 국가재편성과정